# Klungerholmane
Ne doit pas être confondu avec Klungerholmane (Stord).
Klungerholmane est une île dans le landskap Sunnhordland du comté de Vestland. Elle appartient administrativement à Lindås.

## Géographie
Rocheuse et désertique, à fleur d'eau, elle s'étend sur environ 66 m de longueur pour une largeur approximative de 27 m. 